# (5730) Yonosuke
(5730) Yonosuke ist ein Asteroid des inneren Hauptgürtels, der am 13. Oktober 1988 vom japanischen Astronomen Yoshiaki Ōshima am Gekkō-Observatorium (IAU-Code 888) in der Präfektur Shizuoka auf der japanischen Insel Honshū entdeckt wurde.
Der Himmelskörper wurde am 26. September 2007 nach Yonosuke Nakano (1887–1974) benannt, einem der Gründer des Gekkō-Observatoriums.